# Cnidoscolus aconitifolius
Espèce
Classification APG III (2009)
Cnidoscolus aconitifolius est une espèce de plantes à fleurs de la famille des Euphorbiaceae. C'est l'une des espèces de « Chaya » appelée aussi "arbre à épinard" ou "manioc bâtard". Originaire du Yucatán et endémique en Amérique centrale, elle a été introduite dans de nombreuses régions tropicales et subtropicales par la FAO et des ONGs pour combattre la malnutrition,. Elle est actuellement présente et consommée dans plusieurs pays africains (Ghana, Nigéria, Zimbabwe) et en Asie (Brunei, Inde, Thailande, Philippines et Indonésie).

## Liste des sous-espèces
Les espèces de la famille "chaya" se répartissent en deux catégories : celles avec des feuilles possédant des poils piquants et celles dépourvues de poils. (Les variétés sans poils piquants sont communément appelées en Amérique centrale chaya mansa, c'est-à-dire chaya cultivé, par opposition au chaya dit 'pica' ou 'brava' qui possède des poils).
La forme générale des feuilles constitue aussi une distinction utile : Certains chayas possèdent des feuilles peu découpées ressemblant à une feuille d'érable ou de platane, tandis que d'autres possèdent des feuilles à 5 lobes très profondément séparés (ex. la variété Estrella, en forme d'étoile comme l'indique son nom en espagnol).
Des discussions entre botanistes existent pour la classification taxonomique exacte entre les différents types de chaya. Mais on distingue en général quatre cultivars 'Chayamansa', 'Estrella', 'Picuda', et 'Redonda'.
Selon World Checklist of Selected Plant Families (WCSP) (7 oct. 2011) :
- Cnidoscolus aconitifolius subsp. aconitifolius
- Cnidoscolus aconitifolius subsp. polyanthus (Pax & K.Hoffm.) Breckon

## Synonymes
- Jatropha aconitifolia Mill.
- Cnidoscolus chayamansa McVaugh (synonyme à Cnidoscolus aconitifolius subsp. aconitifolius)

## Utilisations[12],[13]

### En alimentation humaine
Historiquement : La consommation de feuilles de chaya en Amérique centrale remonte à l'époque précolombienne. Elle est mentionnée deux fois dans un texte en langue maya du 16ième siècle de Chilam Balam de Chumayel. Des chroniques espagnoles de la même époque décrivent sa consommation par l'aristocratie locale tandis qu'une description de Fray Diego de Landa indique sa popularité parmi les gens du peuple.
Les feuilles et les tiges épaisses constituent la partie généralement consommée. La consommation de fruits, fleurs et racines est également documentée. Comme les feuilles et autres parties de la plante contiennent des hétérosides cyanogéniques qui dégagent de l'acide cyanhydrique (HCN) dans l'estomac humain quand elles sont consommées, sa consommation en légume-feuille cru est très rare et généralement non recommandée.
Parmi les recettes traditionnelles les plus connues, on peut noter des préparations contenant des feuilles cuites avec des œufs au Guatemala, et au Mexique, le dzotobilchay, (litt. "pâte de maïs cuite avec de la chaya") et ses variantes (brazo de reina etc.) au Yucatán et des jus de feuilles de chaya additionné de sucre et de jus d'ananas, citron, orange et/ou de céleri branche. Les feuilles séchées sont utilisées en tisanes mais peuvent aussi être saupoudrées sur diverses recettes pour ajouter des qualités visuelles et une supplémentation nutritionnelle.

#### Préparation nécessaire pour une consommation en toute sécurité
L'acide cyanhydrique (HCN) contenu dans la plante peut être éliminé soit lors du broyage à cru (par exemple broyage prolongé jusqu'à liquéfaction dans un robot ménager pour la boisson mexicaine) soit lors du séchage (utilisation de poudres de feuilles séchées pour tisanes ou alimentation animale), soit plus communément lors de la cuisson (par exemple cuisson à la vapeur comme pour le dzotobilchay).
Attention : Il est recommandé de faire bouillir les feuilles et pointes de tiges au moins 15 minutes dans de l'eau ou de les faire frire car les faire sauter à la poêle pourrait ne pas suffire à éliminer toutes les substances cyanogènes. Ne pas cuisiner dans des récipients en aluminium car le cyanure d'hydrogène dégagé pourrait se complexer à l'aluminium et former un jus toxique au lieu de se volatiliser. Pour les variétés possédants des poils urticants, ils sont détruits lors de la cuisson ou du broyage.
Le chaya est une excellente source de protéines (environ 25%), de calcium, de phosphore, de fer et de vitamines A et C ainsi que de niacine, de riboflavine et de thiamine,. Le jus de cuisson des feuilles très riche en vitamines et sels minéraux peut être consommé sans danger (car le cyanure d'hydrogène s'est volatilisé).

### En alimentation animale
La plante peut être moulue, séchée et donnée comme fourrage aux animaux. Elle peut aussi être bouillie et préparée en pâtée: les mayas en nourrissent les poules et une pâtée pour volaille contenant du chaya est aussi utilisée au Ghana.
Des granules contenant des feuilles de chaya sous forme sèche donnés à des vaches laitières (6% du poids de leur alimentation) augmentent la quantité de lait produite et changent de façon désirable sa composition (le chaya peut être considéré comme un complément alimentaire). De plus, ils améliorent la digestibilité des nutriments, la production d'acide propionique (C3), équilibrent le pH du rumen, et réduisent les émissions de méthane de ces vaches.
Attention, remarquez que les feuilles sont sèches ou bouillies : Bien que certains animaux (ex. caprins) puissent consommer sans danger les feuilles fraiches crues, ce n'est pas le cas d'autres (comme les bovins) et aucune utilisation comme alimentation animale sous forme de feuilles fraiches n'est pratiquée à grande échelle.

### Phytothérapie
En ethnopharmacie, les feuilles de chaya sont utilisées à des fins thérapeutiques sous trois formes : feuilles cuites ajoutées à l'alimentation habituelle, consommées sous forme de jus de feuilles crues longuement mixées (et généralement mélangées avec des fruits et/ou du céleri branche) ou sous forme de tisanes de feuilles séchées.
Ces préparations ont des propriétés hypolipidiques, hypoglycémiques, anti-inflammatoires scientifiquement démontrées, qui justifient leur utilisation traditionnelle pour réguler le diabète ou l'hypercholestérolémie et hypertriglycéridémie et pourraient leur donner des propriétés antiarthritiques intéressantes. Des traitements modernes recommandent de développer l'utilisation de feuilles de chaya comme phytothérapie contre la maladie du foie[Laquelle ?] (effet anti-inflammatoire et hypoglycémique et hypolipidique) mais aussi en cas de maladie rénale chronique car les feuilles contiennent des composés protecteurs des cellules des reins (effet néphroprotecteur en plus de la régulation du diabète et de la pression artérielle). Quant à l'action antimutagène observée de différentes préparations à base de chaya, elle donne lieu à des recherches de nouveaux traitements anticancéreux.
Enfin, le folklore mexican qui attribue des propriétés virilisantes aux boissons de feuilles de chaya broyées aditionnées de jus d'ananas, citron, orange ou de céleri branche découle probablement du fait que le chaya contient des produits actifs sur les problèmes de circulation sanguine connus en médecine traditionnelle maya et nigériane et vérifiés en laboratoire.